# Armero
Armero – miasto i gmina w centralno-zachodniej Kolumbii, w departamencie Tolima. W 2020 roku miasto liczyło 12 038 mieszkańców, a gęstość zaludnienia wyniosła 27,32 os./km².
Zostało zniszczone przez błotny potok utworzony wskutek wybuchu wulkanu Nevado del Ruiz 13 listopada 1985 roku. Zginęło wówczas 23 tysiące ludzi.

## Demografia
Ludność historyczna:
| Rok                                   | 2005   | 2010   | 2015   | 2020   |
| ------------------------------------- | ------ | ------ | ------ | ------ |
| Ludność                               | 13 093 | 13 349 | 13 318 | 12 038 |
| Średnia gęstość zaludnienia w os./km² | 29,71  | 30,30  | 30,22  | 27,32  |

Struktura płci:
| Płeć                         | Mężczyźni | Kobiety |
| ---------------------------- | --------- | ------- |
| Liczba osób w danej płci     | 6126      | 5912    |
| Liczba osób w danej płci w % | 50,9      | 49,1    |

## Klimat
Średnia temperatura wynosi 25°C. Najcieplejszym miesiącem jest wrzesień (26°C), a najzimniejszym miesiącem jest listopad (22°C). Średnie opady wynoszą 1515 milimetrów rocznie. Najbardziej wilgotnym miesiącem jest kwiecień (223 milimetry opadów), a najbardziej suchym miesiącem jest lipiec (46 milimetrów opadów). 